# Мусина-Юрьева, Марфа Павловна
Марфа Павловна Мусина-Юрьева (май или июнь 1801 — 17 (29) сентября 1803) — внебрачная дочь камер-фрау императрицы Марии Фёдоровны Мавры Исидоровны Юрьевой, по общепринятой версии, от императора Павла I.  Его вероятный посмертный последний, двенадцатый ребёнок.

## Обстоятельства рождения
Относительно матери девочки существуют различные версии. По некоторым указаниям, это была фрейлина или камер-фрау императрицы Марии Фёдоровны, либо дворцовая прислуга, прачка. Наиболее распространённая версия, подтверждаемая документами, что это была камер-фрау Мавра Юрьева (в браке Вакар). Упоминаются также имена некой Любови Багарат, а также крайне неправдоподобная версия о материнстве подруги Нелидовой, бывшей смолянки Натальи Борщовой.
Новорожденной была дана фамилия Юрьева, бывшая в прошлом одной из родовых прозваний бояр Романовых. Имя же, вероятно, отсылало к матери первого царя из рода Романовых инокине Марфе.
Литератор и мемуарист Н. И. Греч рассказывает об обстоятельствах рождения ребёнка (по его словам, описанная бумага была отправлена Павлом I буквально накануне убийства императора):

Здесь скажем в скобках, что последние роды императрицы Марии Федоровны (великим князем Михаилом Павловичем) были очень трудны, и медики объявили, что она едва ли перенесёт другие, если б ей случилось забеременеть. Павел и прежде не строго держался супружеской верности; теперь охотно отказался от брачного ложа. Патентованной его фавориткой была княгиня Анна Петровна Гагарина, урождённая княжна Лопухина, прозванная Благодать. Это было ему мало для удовлетворения физических потребностей. Решили промыслить ему любовниц нижнего этажа, и выбрали двух молодых, хорошеньких прачек с Придворного Прачешного Двора. Вскоре они забрюхатели. И вот князь Куракин препроводил к Обольянинову бумагу, в которой говорилось, что император призвал его, князя Александра Борисова сына Куракина к себе, объявил ему, что такие-то девы носят плоды трудов его, что таковые плоды имеют называться графами Мусиными-Юрьевыми, иметь по стольку-то тысяч душ, такой-то герб, такие-то права и пр. На случай рождения девочек также постановлялось, чем им быть и слыть. Разумеется, что все это кануло на дно.

Август фон Коцебу пишет о том, что зачатие этих детей хронологически совпало с временем возвышения другой возлюбленной императора — мадам Шевалье:

Однако, как ни хитра была эта женщина, как ни старалась она обворожить государя, ей не удалось приковать его постоянство, и, когда он умер, две женщины, обратившия на себя его внимание, были близки к разрешению от бремени. Относительно одной из них его камердинер Кислов уже говорил с акушером Сутгофом и обещал ему награждение 6.000 рублей. Дитя должно было получить хорошее воспитание. Что из него вышло, мне неизвестно.

Н. Я. Эйдельман обнаружил подлинный документ о будущем рождении внебрачных детей Павла, составленный за 18 дней до цареубийства, 21 февраля 1801 года:

«Нижеподписавшийся вице-канцлер кн. Александр Куракин, быв призван 21 февраля 1801 года его императорским величеством, имел честь стоять перед лицом его в Михайловском замке и в почивальне его и удостоился получить изустное объявление, что в скором времени ожидает рождения двух детей своих, которые, если
родятся мужеска пола, получат имена старший Никита, а младший Филарет и фамилии Мусиных-Юрьевых, а если родятся женска пола, то … старшая Евдокия, младшая Марфа — с той же фамилией. А воспреемником их у св. купели будет государь и наследник цесаревич Александр Павлович и штатс-дама и ордена св. Иоанна Иерусалимского кавалер княгиня Анна Петровна Гагарина».

Документ предусматривает крещение будущих внебрачных детей императора в церкви Михайловского замка, присвоение им гербов и пожалование по 1000 душ крепостных. Под ним стоят подписи двоих старших сыновей Павла I, а также Строганова, Нарышкина, Кутайсова, Куракина и Обольянинова. Эйдельман считает, что данный эпизод, хотя и не имел значительных последствий, свидетельствует о стремлении Павла I продемонстрировать степень собственного самовластия, «безграничной возможности обходить многие принятые правила», а также назидательной демонстрации наследнику Александру ничтожности его прав, которые «легко могут быть подобным актом сведены на нет». Историк связывает подписание документа с распространением волны слухов о предстоящей смене Павлом I императрицы и наследника.
Поскольку Марфой планировалось назвать младшую девочку, а упоминания о других детях Павла по фамилии Мусины-Юрьевы нет, вероятно, родилось две девочки, и первая, Евдокия, умерла сразу же, и поэтому в документах не фигурирует.
Мать Марфы, Мавра Юрьева, была выдана замуж за белорусского дворянина Алексея Григорьевича Вакара (1773—1843), бывшего ротмистра польской армии, служившего в конторе генерал-рекетмейстера в должности переводчика. Неизвестно, произошло это до смерти Павла I или после.

## Статус
Марфа Мусина-Юрьева прожила два года и всё это время воспитывалась в Павловске под присмотром вдовствующей императрицы Марии Федоровны.
Ребёнок родился уже после убийства Павла, и его крёстными родителями, скорее всего, те высокопоставленные персоны, которых выбрал Павел, не стали. Тем не менее, волю отца в пожаловании внебрачной сестре дворянства и имения Александр I исполнил.
В РГИА сохранились документы, определяющие положение незаконной дочери Павла I. Двумя именными указами нового императора Александра I от 1 августа 1801 года она была возведена в дворянское достоинство, получила деревни в Островском уезде Псковской губернии и герб с девизом «Сила Божия в немощи совершается»:

«По точной силе и словам завещания Его Императорскаго Величества любезнейшаго родителя Нашего, в Бозе почивающаго Государя Императора Павла Петровича, всемилостивейше жалуем и возводим девицу Марфу Мусину-Юрьеву в дворянское Всероссийской Империи достоинство, повелевая Правительствующему Сенату заготовить на оное жалованную грамоту,…»

«По содержанию завещания Его Императорскаго Величества любезнейшаго родителя Нашего, в Бозе почивающаго Государя Императора Павла Петровича, всемилостивейше жалуем девице Марфе Мусиной-Юрьевой, в вечное и потомственное владение, Псковской губернии, Островскаго уезда, из деревень, купленных у действительнаго тайнаго советника графа Андрея Разумовскаго, тысячу душ, повелевая Правительствующему Сенату о назначении оных учинить надлежащия распоряжения,…»

13 августа того же года Правительствующий Сенат получил ещё один указ, которым Александр I повелел:

«вице-канцлеру князю Александру Борисовичу Куракину и генерал-прокурору Александру Андреевичу Беклешову быть попечителями девицы Марфе Мусиной-Юрьевой по сему имению».

14 октября 1801 года Александр I присвоил отчиму Марфы А. Г. Вакару чин коллежского советника, а 13 февраля 1803 года — надворного советника.
11 апреля 1802 года императором подписана грамота на дворянство Марфы Мусиной-Юрьевой.

## Смерть и судьба имущества
7 ноября 1803 года один из попечителей имения над девицей Марфой Мусиной-Юрьевой, действительный тайный советник сенатор Александр Александрович Саблуков, представил министру юстиции Петру Васильевичу Лопухину доклад для поднесения императору. В докладе Саблуков сообщает следующее:

«Девица Марфа Павловна Мусина-Юрьева в прошедшаго сентября в 17 день скончалась, и после ея никакого потомства не осталось.
А потому оставшееся после ея имение <…> по мнению моему, с каковым и определенные к сему же имению обще со мной попечители, вице-канцлер князь Куракин и генерал от инфантерии Беклешов согласны, яко выморочное и должно поступить в казённое ведомство…»

Доходы от имения и сборов с крестьян по мнению Беклешова должны были «принадлежать в капитал воспитательнаго дома, тем паче, что на содержание девицы Мусиной-Юрьевой из сих доходов ничего употребляемо не было».
Саблуков, однако, придерживался иного мнения, и в сопровождающем доклад письме князю Лопухину написал:

«В оном докладе объяснил я мнение А. А. Беклешова о деньгах, поступивших в доход с того имения, чтобы оныя отдать в пользу воспитательного дома; но я, с своей стороны, нахожу: не свойственнее ли было оный капитал покойной девицы Мусиной-Юрьевой предоставить в пользу матери ея и сим оказать ей милость, тем паче, что она сама, будучи в живых, если бы имела о том понятие, могла бы оный капитал употребить или на свои издержки или отдать своей матери. Но сего моего мнения не осмелился я поместить в доклад, а прошу вас, милостивый государь, при поднесении оного, всеподданнейше доложить о сем Его Императорскому Величеству».

Результатом доклада и письма Саблукова явился указ Правительствующему Сенату от 23 февраля 1804 года о возвращении в казённое ведомство пожалованных девице Мусиной-Юрьевой крестьян, завершающийся словами «о доходах же, собранных с сего имения со дня пожалованного онаго по сие время, дано от нас особое кому следует предписание».
На следующий день после указа Сенату, 24 февраля, император Александр I подписал и отправил своей матери Марии Фёдоровне следующую записку:

«По кончине девицы Мусиной-Юрьевой, никаких наследников не имеющей, недвижимое имение, на законном основании, поступило в казённое ведомство; собранные ж с онаго имения доходы и на оные проценты, имеющееся в Опекунском Совете, сходственно воле Вашего Императорскаго Величества, прошу отдать матери умершей».
25 февраля 1804 года императрицей Марией Фёдоровной было дано повеление Опекунскому Совету о выдаче означенного капитала:

«Препровождая при сём для хранения подлинную записку Императора Любезнейшаго Моего Сына, в сходствие оной Повелеваю обращающийся в Сохранной Казне капитал, составленный из доходов с имения покойной девицы Мусиной-Юрьевой, и с накопившимися на оный по день выдачи процентами, выдать ея матери надворной советнице Вакар».

## Противоречия
Хотя Греч говорит о двух женщинах, забеременевших одновременно, в современной литературе встречается упоминание о близнецах, возникшее, видимо, по ошибке. Также Эйдельман говорит о том, что фамилия одной из матерей была Юрьева, и девочка, таким образом, получила её по матери, а другие исследователи указывают на «романовское» пожалование этой фамилии и называют другое имя матери.